# Bernardo Clesio
Bernardo Clesio, detto anche Bernardo II di Cles o von Cles (Cles, 11 marzo 1485 – Bressanone, 30 luglio 1539), è stato un cardinale austriaco, tra le maggiori personalità politico-religiose vissute a cavallo tra il XV e il XVI secolo.

## Biografia

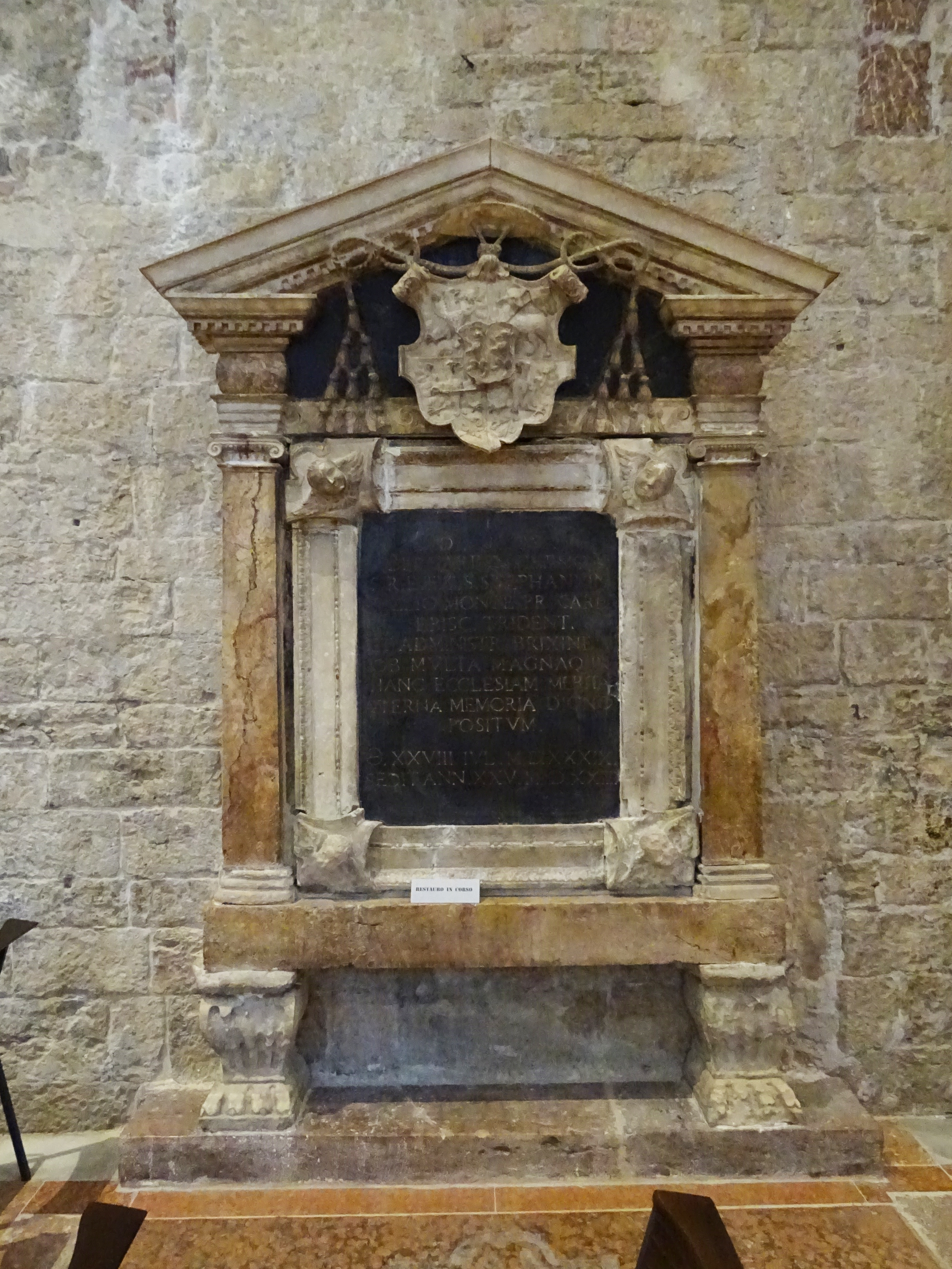
La tomba nel duomo di Trento

Nato da una famiglia della nobiltà feudale trentina, fu colto uomo di legge, nonché abile diplomatico. Intraprese giovanissimo gli studi di giurisprudenza prima a Verona e poi a Bologna, città che contribuì molto alla sua formazione di stampo rinascimentale.
Dopo alcuni incarichi diplomatici svolti per conto della curia vescovile di Trento, nel 1514 divenne vescovo di Trento per volontà di papa Leone X, ricevendo poi il potere temporale di principe da Massimiliano I, superando un aspro contrasto con il decano di Trento Iacopo Bannisio.
Nel 1525 si trovò a fronteggiare la cosiddetta "guerra rustica", una rivolta delle popolazioni tirolesi provate dalle frequenti guerre e dai pesanti tributi imposti dai Signori. I rivoltosi, che chiedevano, fra l'altro, l'abolizione dei dazi e della servitù della gleba, la libertà completa di caccia e pesca, e una riforma del clero, costrinsero il vescovo a fuggire da Trento. I contadini vennero sconfitti dopo tre mesi in una battaglia campale dalle truppe vescovili e dei nobili feudatari. 
Nel 1528 fece pubblicare lo statuto di Trento e favorì la diffusione della cultura e della civiltà umanistica: a testimoniare questa sua sensibilità nei confronti degli studi umanistici si può ricordare la corrispondenza con il filosofo Erasmo da Rotterdam, più volte invitato da Bernardo alla corte tridentina. Nel 1532 fece pubblicare l'Ordinamento della Contea Principesca del Tirolo dove venne stabilita tutta l'area territoriale del Tirolo (attuali province di Trento e Bolzano con il Tirolo austriaco).
Fu consigliere dell'imperatore Massimiliano I e contribuì, in qualità di principe-vescovo e membro della dieta imperiale, all'elezione di Carlo V nel 1519. Inoltre ricoprì il ruolo di gran cancelliere (magnus cancellarius) imperiale, di responsabile della politica estera dell'Impero e di presidente del Consiglio segreto di Vienna.
Nel 1529 prese parte alla dieta imperiale di Spira, in seguito al quale fu accusato dal teologo e riformatore Ambrosius Blarer dell'abuso sessuale di una giovane ragazza, cagionandone il decesso per le ferite subite.
A Bologna venne creato cardinale da papa Clemente VII nel 1530.
Con la morte di papa Clemente VII, divenne il candidato proposto dai vescovi tedeschi e dall'imperatore per il conclave del 1534, ma la sua vicinanza alla corte imperiale, ritenuta eccessiva dagli ambienti romani, fece sfumare le sue ambizioni papali. Venne infatti eletto Alessandro Farnese (papa Paolo III).
Nel 1538 Paolo III gli affidò l'amministrazione della diocesi di Bressanone. Nella città altoatesina morì, durante un banchetto, il 30 luglio 1539. A Clesio succedette il cardinale Cristoforo Madruzzo.

## Clesio e il Principato Vescovile di Trento

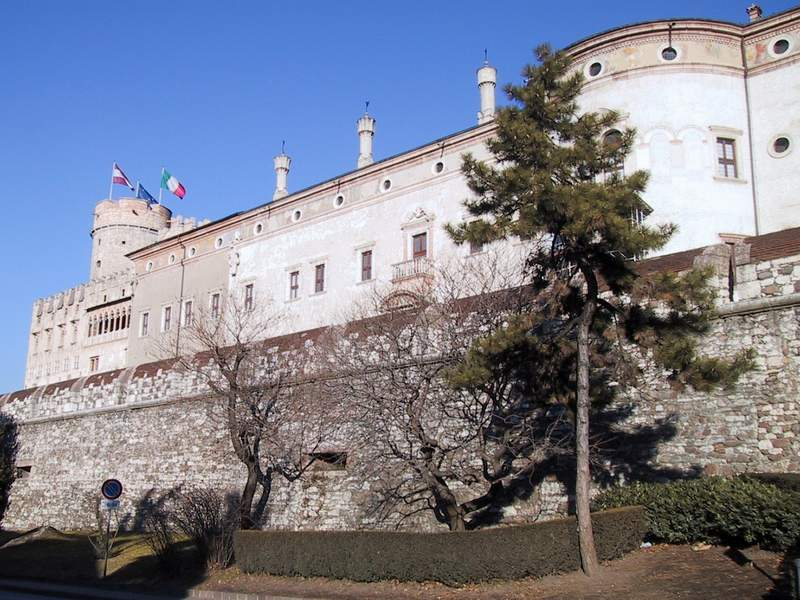
Castello del Buonconsiglio, a Trento. Visibile, al centro, l'ampliamento del castello in stile rinascimentale voluto da Bernardo Clesio.

Clesio si impegnò in una generale ristrutturazione della città e del Principato: modernizzò gli acquedotti della città, rimise in funzione la zecca vescovile, aumentò i commerci e fece prosperare le miniere. Ristrutturò numerosi castelli trentini, alla tradizionale dimora del principe-vescovo della città, il castello del Buonconsiglio, aggiunse al vecchio castello il Magno Palazzo (la costruzione chiara della foto), descritto dal medico senese Pier Andrea Mattioli. Ad affrescare la nuova residenza vescovile vennero chiamati il Romanino e Dosso Dossi. Fece edificare ex novo le chiese di Civezzano, Cles e S. Maria Maggiore di Trento e diede inizio alla radicale ristrutturazione del Castello di Selva, vicino a Levico, che diverrà in seguito dimora di molti cardinali partecipanti al Concilio di Trento.
La sua influenza è visibile soprattutto nei palazzi in puro stile rinascimentale e nell'importante riorganizzazione urbanistica della città, nonché dalla riforma da lui voluta relativamente alla diocesi.

## Considerazioni storiche
Manca uno studio storico organico su questa figura soprattutto per la difficoltà di capire un personaggio considerato "tedesco" dai popoli italiani, ma allo stesso tempo "latino" dalle popolazioni germanofone. Ma è questo carattere a differenziarlo da tanti personaggi trentini a lui contemporanei: l'essere appunto un europeo di una zona di transizione come il Trentino. Da una parte si rapportò con la Chiesa Romana, i papi e le maggiori corti italiane (Medici, Gonzaga, Sforza). Dall'altra parte Clesio mantenne sempre stretti i legami con il mondo tedesco, la famiglia Asburgo e si confrontò con le tesi della Riforma.
Dimostrò una ferrea volontà di difendere il Cristianesimo dal pericolo dello scisma.
Clesio si adoperò per l'organizzazione del Concilio di Trento, allo scopo di trovare una mediazione tra la Riforma protestante, che si stava diffondendo all'interno delle terre dell'Impero, e l'autorità papale. Tuttavia Bernardo, il maggior fautore del Concilio di Trento non poté parteciparvi perché morì improvvisamente, a Bressanone, nel 1539, 6 anni prima dell'apertura del Concilio.

## Genealogia episcopale
La genealogia episcopale è:
- Vescovo Michele Iorba, O.S.H.
- Cardinale Bernardo Clesio